# Венеційський патріархат
Венеційський патріарха́т (лат. Patriarchatus Venetiarum; італ. Patriarcato di Venezia) — архідіоцезія (патріархат) римського обряду Католицької церкви в Італії, з центром у місті Венеція. Охоплює терени Венеції. Входить до складу Венеційської церковної провінції.  Заснована 8 жовтня 1451 року. Голова — патріарх Венеційський. Центральний храм — Базиліка Святого Марка. Суфраганні діоцезії — Адріє-Ровігська, Беллуно-Фельтрівська, Веронська, Вітторіо-Венетська, Віченцівська, Кіоджівська, Конкордіє-Порденонська, Падуанська і Тревізька. Площа — 871 км². Населення — 384,469 ос.; з них католики — 327,000 ос. (85.1%). Чинний голова — Франческо Моралья, патріарх Венеційський. Один із трьох патріархатів Католицької церкви.

## Назва
- Венеційський патріарха́т (лат. Patriarchatus Venetiarum, італ. Patriarcato di Venezia)
- Венеційська архідіоце́зія (лат. Archidioecesis Venetiarum)
- Венеційське архієпи́скопство — за титулом ієрарха і назвою катедри.
- Оліво́льська діоце́зія (лат. Dioecesis Olivolum) — стара назва у 774—1091 роках за назвою острова Оліволо.
- Оліво́льське єпи́скопство  — стара назва у 774—1091 роках за титулом ієрарха.
- Касте́льська діоце́зія (лат. Dioecesis Castellum) — стара назва у 1091—1451 роках за назвою острова Кастелло.
- Касте́льське єпи́скопство — стара назва у 1091—1451 роках за титулом ієрарха.

## Історія
774 року була заснована Олівольська діоцезія, на Олівольському острові в районі сучасної Венеції. Вона була суфраганною діоцезією Градського патріархату на північному сході Італії.
881 року до Олівольської діоцезії приєднана Маламоккська діоцезія.
1091 року Олівольська діоцезія була перейменована на Кастельську діоцезію. Вона залишалася в підпорядкуванні Градського патріархату.
8 жовтня 1451 року Кастелська діоцезія перетворена на Венеційський патріархат; Градський патріархат скасовано.
1466 року до Венеційського патріархату приєднана Еквільйоська діоцезія.
1818 року до Венеційського патріархату приєднана Торчельська діоцезія.
Катедра патріарха розташована в Базиліці Святого Марка. До 1807 року Базиліка Святого Петра в Кастелло мала статус собору і була місцеперебуванням катедри патріарха.

## Патріархи
- Франческо Моралья

## Статистика
Згідно з «Annuario Pontificio» і Catholic-Hierarchy.org:
| Рік  | Населення | Населення | Населення | Священики | Священики | Священики | Священики           | Диякони | Ченці    | Ченці | Парафії |
| Рік  | католики  | загалом   | %         | загалом   | секулярні | ченці     | вірних на священика | Диякони | чоловіки | жінки | Парафії |
| ---- | --------- | --------- | --------- | --------- | --------- | --------- | ------------------- | ------- | -------- | ----- | ------- |
| 1950 | 376.200   | 382.316   | 98,4      | 486       | 230       | 256       | 774                 |         | 666      | 2.875 | 74      |
| 1969 | 430.000   | 432.915   | 99,3      | 602       | 281       | 321       | 714                 |         | 351      | 1.680 | 121     |
| 1980 | 451.000   | 465.000   | 97,0      | 556       | 258       | 298       | 811                 |         | 428      | 1.450 | 126     |
| 1990 | 419.200   | 437.500   | 95,8      | 504       | 241       | 263       | 831                 | 12      | 373      | 1.323 | 128     |
| 2000 | 368.157   | 373.560   | 98,6      | 394       | 225       | 169       | 934                 | 29      | 239      | 879   | 128     |
| 2001 | 366.292   | 371.870   | 98,5      | 392       | 216       | 176       | 934                 | 25      | 247      | 819   | 128     |
| 2002 | 365.030   | 370.558   | 98,5      | 390       | 214       | 176       | 935                 | 23      | 239      | 790   | 128     |
| 2003 | 362.814   | 368.339   | 98,5      | 394       | 219       | 175       | 920                 | 23      | 233      | 763   | 128     |
| 2004 | 365.332   | 370.895   | 98,5      | 392       | 226       | 166       | 931                 | 31      | 227      | 736   | 128     |
| 2011 | 349.163   | 376.659   | 92,7      | 393       | 236       | 157       | 888                 | 27      | 224      | 558   | 128     |
| 2012 | 348.922   | 376.399   | 92,7      | 392       | 233       | 159       | 890                 | 27      | 228      | 539   | 128     |
| 2015 | 327.000   | 384.469   | 85,1      | 313       | 173       | 140       | 1.044               | 33      | 223      | 462   | 128     |
| 2016 | 313.477   | 368.551   | 85,1      | 306       | 170       | 136       | 1.024               | 29      | 197      | 419   | 129     |

## Суфраганні діоцезії
1. Адріє-Ровігська діоцезія
2. Беллуно-Фельтрівська діоцезія
3. Веронська діоцезія
4. Вітторіо-Венетська діоцезія
5. Віченцівська діоцезія
6. Кіоджівська діоцезія
7. Конкордіє-Порденонська діоцезія
8. Падуанська діоцезія
9. Тревізька діоцезія

## Деканати
Сан Марко-Кастелло, Сан Поло-Санта Кроче-Дорсодуро, Лідо, Каннареджо-Еустаріо, Местре, Карпенедо, Фавара-Альтино, Кастеллана, маргера, Гамбараре, Ераклеа, Йесоло, Каорле.